# C.J. & Company
C.J. & Company, ook wel C.J. & Co. en C.C. & Co., was een Amerikaanse discoband uit Detroit.

## Bezetting
- Curtis 'CJ' Durden[2]
- Connie Durden[3]
- Joni Tolbert[4]
- Charles Clark[5]
- Cornelius Brown[6]
- Mike Theodore[7]

## Geschiedenis
Ze waren een vennootschap van de producenten Dennis Coffey en Mike Theodore. Hun hoogst geplaatste popsingle in de Billboard Hot 100 was Devil's Gun (#36) voor 29 weken. Het was opwindend om de 100e song van het jaar te zijn in de Billboard eindejaars-hitlijst, hoewel slechts #36 en #2 in de r&b-hitlijst in 1977. Ook in de Britse hitlijst bereikte de single de 43e plaats. Deze song, met We Got Our Own Thing (later gesampled door Heavy D & the Boyz en Sure Can't Go to the Moon, bleef vijf weken aan de top van de Hot Dance Music/Club Play-hitlijst.
Ze brachten de twee complete lp's Devil's Gun (1977) en Deadeye Dick (1978) uit voor Westbound Records. In 1998 werd een compilatie-cd uitgebracht met compleet geselecteerde nummers van beide lp's. Devil's Gun was de eerste opname die werd gespeeld bij de opening van Studio 54 door deejay Richie Kaczor.

## Discografie

### Singles
- 1975:	Day Dreamer
- 1977:	Devil's Gun
- 1977: We Got Our Own Thing
- 1977: Sure Can't Go to the Moon
- 1978: Big City Sidewalk
- 1978: Deadeye Dick

### Albums
Westbound
- 1977:	Devil's Gun
- 1978:	Deadeye Dick

### Compilaties
- 1998: USA Disco (Westbound)